# Ассоциация компаний интернет-торговли
Ассоциация компаний интернет-торговли (АКИТ) — некоммерческая организация, объединяющая крупнейших представителей розничной торговли в интернете.

## История учреждения
Ассоциация компаний интернет-торговли была создана в июне 2012 года с целью «установления равных конкурентных условий» для участников российского рынка онлайн-ритейла и борьбы с монополией поисковых систем, которые на тот момент оказывали существенное влияние на отношение потребителей к интернет-торговле.
Основателями организации выступили крупные представители интернет-розницы: компания Enter, KupiVIP, Wikimart, «Белый ветер цифровой», «Детский мир», «Медиа Маркт — Сатурн», «М.Видео», «Эльдорадо», «Ютинет», «Авирса Холдинг» и Mallstreet.ru. Президентом АКИТ был избран генеральный директор компании Enter Сергей Румянцев.

## Руководство АКИТ
Президент АКИТ с июня 2018 года — Артем Соколов. Вице-президент АКИТ Лия Левинбук.

## Члены АКИТ
На 2021 год в АКИТ входят:
Авито, Ашан, DNS / DNS TechnoPoint, Lamoda, Leroy Merlin, Melon Fashion Group (Befree / Love Republic / Zarina), METRO Cash & Carry, Otto Group Russia (вкл. Bonprix), Ozon.ru, Perekrestok.ru, restore:, Sokolov jewerly, Sony Centre, Wildberries, Азбука Вкуса, ВинЛаб, Детский мир / Early Learning Centre Russia, Лабиринт, Лада-Имидж, М.Видео / Эльдорадо / Goods.ru, О’Кей, Почта России, СберМаркет, Связной, Ситилинк, Снежная Королева, Спортмастер, Утконос, ЦУМ и другие компании.

## Деятельность АКИТ
Ассоциация компаний интернет-торговли осуществляет свою деятельность в рамках следующих направлений:
Взаимодействие с государственными органами
Представление интересов участников рынка интернет-торговли в органах государственной власти Российской Федерации.
Развитие рынка интернет-торговли
АКИТ является соавтором Стратегии развития интернет-торговли до 2025 года, разрабатываемой Министерством промышленности и торговли Российской Федерации.
Сертификация интернет-магазинов и защита прав потребителей
Установление стандартов интернет-торговли и сертификация интернет-магазинов.
Международное сотрудничество
АКИТ стремится создать международную организацию «WECITO» с целью выравнивания конкурентных условий на рынке интернет торговли и борьбы с контрафактом. Развитие взаимовыгодного сотрудничества и создание конструктивного диалога между отраслевыми ассоциациями и компаниями из разных стран.

## Знак качества АКИТ
Знак качества АКИТ — это логотип, размещаемый членами ассоциации на своих интернет-площадках и ведущий на страницу, содержащую информацию о выданном сертификате АКИТ. Сертификат АКИТ выдается членам ассоциации по факту успешного прохождения проверки на соответствие стандартам по обслуживанию потребителей членами АКИТ.

## Инициативы АКИТ
Эксперты и потребители нередко обвиняют АКИТ в радикальности продвигаемых инициатив, лоббировании собственных интересов Ассоциации, чрезмерной медийности. В частности, существенный резонанс получило предложение Ассоциации подвергать проверке посылки, которые поступают россиянам из зарубежных интернет-магазинов, с целью выявления и последующего уничтожения контрафактных товаров. Ещё одним поводом для критики послужило предложение АКИТ о внесудебной блокировке интернет-магазинов, торгующих контрафактной продукцией. В создании саморегулируемой организации (необходимой для реализации поставленной задачи) некоторые эксперты отрасли увидели явное стремление АКИТ занять лидирующие позиции на рынке. По мнению оппонентов АКИТ, борьба с контрафактной продукцией и так ведётся эффективно.

### Законодательные и регуляторные инициативы АКИТ
Обеспечение равных условий ведения бизнеса для российских и зарубежных интернет-магазинов на территории Российской Федерации
Ассоциацией компаний интернет-торговли был подготовлен проект дорожной карты «Интернет+Торговля» с предложениями по введению на территории РФ НДС-регистрации для иностранных торговых площадок (товарных агрегаторов, посредников и агентов) и интернет-магазинов. В настоящий момент Президентом РФ Владимиром Путиным даны поручения №Пр-168 и №Пр-2147 о выравнивании указанных конкурентных условий и рассмотрении возможности снижения беспошлинного ввоза товаров или введения НДС-регистрации.
Регулирование товарных агрегаторов
Роспотребнадзором совместно с АКИТ был подготовлен законопроект, вносящий в Закон РФ «О защите прав потребителей» ответственность для товарных агрегаторов. Согласно данному законопроекту сайты-агрегаторы товаров и услуг будут нести ответственность перед потребителями за убытки, понесённые по причине неверно предоставленной информации о продукции.

#### Саморегулирование электронной коммерции
АКИТ является членом Комиссии по созданию условий саморегулирования электронной коммерции при Минпромторге России, и активно выступает за саморегулирование отрасли. Так по инициативе АКИТ были разработаны, внедрены и дорабатывались «Стандарты взаимодействия маркетплейсов и продавцов товаров». После резонансной «забастовки» пунктов выдачи заказов Wildberries совместно со вновь созданной ассоциацией АУРЭК были разработаны «Стандарты взаимодействия маркетплейсов и пунктов выдачи заказов». По завершении обсуждений документ был направлен на оценку ФАС России, которая в свою очередь отметила, что стандарт все ещё недостаточно защищает права пунктов выдачи заказов. Тем не менее, после нескольких доработок, стандарты были подписаны АКИТ, АУРЭК и руководителями маркетплейсов Wildberries, Ozon, ЯндексМаркет.
Участие в процессе внедрения онлайн-фискализации и разработке стандартов фискализации интернет-платежей
По инициативе АКИТ было принято решение об исключении из Федерального закона № 54-ФЗ «О применении контрольно-кассовой техники» необходимости высылать покупателям интернет-магазинов бумажные чеки при совершении онлайн-оплаты.

### Борьба с серым и параллельным импортом

#### Борьба с контрафактной продукцией
Федеральная таможенная служба поддержала инициативу АКИТ выборочно вскрывать 5 % зарубежных посылок для проверки на наличие контрафактной продукции. В случае выявления контрафактных товаров, такая продукция незамедлительно подвергаться уничтожению.

#### Борьба с параллельным импортом и интернет-покупками из-за рубежа
Кроме контрафакта, АКИТ борется различными способами с параллельным импортом и лоббирует обложение всех покупок в зарубежных интернет-магазинах налогами и пошлинами.
Правительство РФ поддержало инициативу АКИТ о снижении порога беспошлинного ввоза. Дмитрий Медведев подписал законопроект, согласно которому с 1 июля 2018 года порог беспошлинного ввоза в Россию и страны ЕАЭС товара, купленного через Интернет, может быть снижен с 1 тыс. евро до 500 евро. Между тем АКИТ считает, что даже такой низкий порог, как 20 евро — недостаточная мера и поэтому лоббирует обнуление порога беспошлинных онлайн-покупок в зарубежных магазинах и введение дифференцированной ставки пошлины в зависимости от стоимости товара.
Критики этих инициатив утверждают, что:
- Вместо заботы о потребителе, производителе или государстве, это попытка нескольких компаний расчистить себе рынок от более дешёвых и качественных товаров[37]. Из-за этого в 2013 году ассоциацию покинул один из основателей АКИТ — Викимарт (по словам сооснователя Викимарта Максима Фалдина: «Мы создавали Ассоциацию компаний интернет-торговли, а получили ассоциацию двух компаний — „М.Видео“ и Enter.», в понимании которых под определение «серого импорта» «попадают три совершенно разные вещи — поддельный товар, контрабанда и параллельный импорт»)[41][42]. По словам источника РБК, именно такие инициативы АКИТ стали причиной выхода из неё и eBay в 2014 году[41].
- суды не различают серый и параллельный импорт, изымая и уничтожая оригинальный товар как контрафактный, в связи с деятельностью лоббистов[43];
- стоимость администрирования превысит размер собираемого налога[37];
- могут появиться альтернативные каналы доставки товаров, так что сборы станут ещё меньше[37];
- товары у официальных дистрибьюторов и крупных импортёров могут стоить настолько дороже, что их станут покупать только через эти альтернативные каналы[38];
- может значительно сократиться ассортимент поставляемых в Россию товаров[38];
- покупатели и так понимают, что товар, стоящий намного дешевле, может оказаться намного низшего качества[37].

## Инициативы АКИТ по развитию онлайн-торговли в России
Всероссийская онлайн-распродажа «Настоящая Чёрная Пятница»
В период с 24 по 25 ноября 2016 года Ассоциация компаний интернет-торговли провела собственную широкомасштабную акцию «Настоящая Чёрная Пятница», участие в которой приняли более 300 интернет-магазинов. Проведению акции предшествовало положительное рассмотрение Федеральной Антимонопольной службой заявления АКИТ с просьбой пресечь нарушение законодательства о защите конкуренции и признать термин «Black Friday» («Чёрная пятница») общедоступным.
«Киберпонедельник» в России
Ассоциация компаний интернет-торговли с 2013 года выступает организатором масштабной онлайн-распродажи — «Киберпонедельник». Акция проводится ежегодно в конце января — начале февраля. У пользователей сети «Интернет» есть всего 24 часа, чтобы успеть приобрести товары со скидкой до 90 %. В Киберпонедельнике участвуют ведущие интернет-магазины электроники, бытовой техники, одежды, обуви, детских игрушек.
Онлайн-агрегатор распродаж «Onedaysale»
В январе 2017 года Ассоциация компаний интернет-торговли запустила первый в России онлайн-агрегатор распродаж Onedaysale.ru — интернет-ресурс, объединяющий на одной площадке информацию о распродажах в крупнейших интернет-магазинах.
Выделенные полосы общественного транспорта для онлайн — доставки
В марте 2020 года Ассоциация компаний интернет-торговли (АКИТ) попросила мэра Москвы Сергея Собянина разрешить курьерам использовать выделенные для общественного транспорта полосы во время доставки товара. Объединение объясняло это трехкратным ростом интернет-заказов из-за массового перехода работников на удаленную работу. Также ассоциация попросила разрешить льготный въезд большегрузов в Москву, сделать бесплатной трассу М-11 Москва—Санкт-Петербург для курьеров и разрешить им парковаться на тротуарах и местах для инвалидов.